# Scott Innes
Scott Innes (n. 1 octombrie 1966) este un actor de voce, prezentator de radio, autor, scriitor de cântece, DJ, publicist și actor de televiziune american.

## Biografie
Scott Innes s-a născut pe data de 1 octombrie 1966 în Poplar Bluff, Missouri, Statele Unite ale Americii. Este foarte cunoscut ca vocile personajelor Scooby-Doo, Shaggy Rogers și Scrappy-Doo din faimoasa serie de desene animate numită Scooby-Doo.
Innes i-a jucat pe Scooby din 1998 până în 2002, și pe Shaggy din 1999 până în 2002 (plus "Scooby-Doo în spatele scenelor" în 1998), în toate materialele oficiale "Scooby-Doo". În 2002, a fost înlocuit de Frank Welker (Scooby) și Casey Kasem (Shaggy), în principal din cauza problemelor de locație și a oportunităților. A continuat, totuși, să îi joace pe Scooby și Shaggy în jocuri video, jocuri pe DVD, jocuri pe calculator, majoritatea comercializărilor și a jucăriilor, până în 2008, respectiv 2009.
El este, de asemenea, vocea actuală a lui Scrappy-Doo, începând din 1999, deși acest personaj continuă să fie rar utilizat după 1988. În ultimii 30 de ani, Scrappy a apărut doar în filmul live-action din 2002 și câteva jocuri video, jocuri pe calculator și reclame, în principal din cauza reputației sale neplăcute în contextul francizei "Scooby-Doo".
În jocul video „Wacky Races” din 2000, l-a jucat pe Profesorul Pat Pending. I-a jucat și pe Fred Flintstone și pe Barney Rubble într-o reclamă Toshiba din 2002, pe Astro Jetson într-o reclamă Radio Shack din 2003 și pe Popeye Marinarul într-o reclamă Campbell Soup din 1998.
A scris cântecul „Handprints on the Wall”, cântat de Kenny Rogers și autobiografia sa „Dreams Doo Come True: My Life As A Dog”, amândouă în 2003. De asemenea, a creat, scris și produs (împreună cu Jim Hogg) filmul pe DVD „Hollywood Al and Rhinestone Al” din 2008, în care el l-a jucat pe Hollywood Hal. A apărut în serialul „The 100 Greatest TV Quotes and Catchphrases” (2006) de 5 ori și o dată în „Cajun Paws Stars” (2012).
Din 1997 până în 2011, Innes a fost și prezentatorul de la stația radio WYNK-FM. În apilie 2016, s-a întors ca prezentator de radio, dar la altă stație, numită WRNK. El este, de asemenea, publicistul și autorul revistelor „Hug”, încă din 2010.
În ultimii ani, Innes a început să se întoarcă în a-i juca pe Scooby și Shaggy pentru producții minore și neoficiale, precum comercializări pentru branduri mari și populare. În iunie 2014, Innes i-a jucat din nou pe Scooby-Doo și Shaggy Rogers, și în plus pe Fred Jones pentru prima dată, într-o reclamă McDonald's. Innes s-a întors din nou să îi joace pe Scooby și Shaggy într-o reclamă Halifax din ianuarie 2017, apoi, l-a jucat pe Scooby într-o reclamă Walmart din ianurie 2019. L-a jucat Shaggy în locul lui Matthew Lillard pentru o nouă atracție dintr-un parc de distracții Warner Bros din Dubai din 2018. Din 2020, Innes îi joacă pe Scooby, Shaggy și Fred în seria de scurtmetraje WB Scooby-Doo! Playmobil Mini Mysteries.

## Filmografie
- Popeye Saving Olive With Soup (Reclamă Campbell Soup) (1998) - Popeye Marinarul (voce)
- Scooby-Doo Equity Talking Toy (Jucărie) (1998) - Scooby-Doo (voce)
- Scooby-Doo bumper - Mystery Machine vs Megas (Reclamă Cartoon Network) (1998) - Scooby-Doo (voce)
- Scooby-Doo în Insula Zombie (Film) (1998) - Scooby-Doo (voce)
- Scooby-Doo în spatele scenelor (TV Special) (1998) - Scooby-Doo, Shaggy Rogers (voce)
- The Summer of Goodwill Passport (Reclamă pașaport) (1998) - Scooby-Doo, Captain Caveman (voce)
- Post Cereal Ad - Scooby-Doo (Reclamă Cereale) (1999) - Scooby-Doo (voce)
- Talking Scooby and Shaggy Toy (Jucărie) (1999) - Scooby-Doo, Shaggy Rogers (voce)
- The Scooby-Doo Project bumpers (Serie de reclame Cartoon Network) (1999) - Scooby-Doo, Shaggy Rogers, Scrappy-Doo (voce)
- Scooby-Doo și Fantoma Vrăjitoarei (Film) (1999) - Scooby-Doo, Shaggy Rogers (voce)
- Proiectul Scooby-Doo (TV Special) (1999) - Scooby-Doo, Shaggy Rogers (voce)
- Scooby-Doo/Courage Scare-a-Thon Promo (Reclamă Cartoon Network) (1999) - Scooby-Doo, Shaggy Rogers (voce)
- Scooby-Doo! Mystery of the Fun Park Phantom (Joc video) (1999) - Scooby-Doo, Shaggy Rogers (voce)
- Scooby-Doo Toy (Jucărie) (2000) - Scooby-Doo (voce)
- Shaggy Toy (Jucărie) (2000) - Shaggy Rogers (voce)
- Courage the Cowardly Dog promo - Shaggy and Scooby (Reclamă Cartoon Network) (2000) - Scooby-Doo, Shaggy Rogers (voce)
- Scooby-Doo și Invadatorii Extratereștri (Film) (2000) - Scooby-Doo, Shaggy Rogers (voce)
- JBVO (Serial TV de scurtmetraje) (2000) (1 episod) - Scooby-Doo (voce)
- Scooby-Doo! Showdown in Ghost Town (Joc video) (2000) - Scooby-Doo, Shaggy Rogers, Scrappy-Doo (voce)
- Scooby-Doo! Phantom of the Knight (Joc video) (2000) - Scooby-Doo, Shaggy Rogers, Scrappy-Doo (voce)
- Scooby-Doo's Haunted Mansion (atracție din parc de distracții) (2000) - Scooby-Doo, Shaggy Rogers (voce)
- Wacky Races: The Video Game (Joc video) (2000) - Profesor Pat Pending (voce)
- Scooby-Doo! Classic Creep Capers (Joc video) (2000) - Scooby-Doo, Shaggy Rogers (voce)
- Scrappy Toy (Jucărie) (2001) - Scrappy-Doo (voce)
- Snack Attack Scooby-Doo Toy (Jucărie) (2001) - Scooby-Doo (voce)
- Sheep in the Big Cafeteria bumper (Reclamă Cartoon Network) (2001) - Scooby-Doo, Shaggy Rogers (voce)
- Kraft Pasta Commercial (Reclamă Kraft Pasta) (2001) - Scooby-Doo, Shaggy Rogers (voce)
- Scooby-Doo and the Cyber Chase (Joc video) (2001) - Scooby-Doo, Shaggy Rogers (voce)
- Scooby-Doo și Vânătoarea de Viruși (Film) (2001) - Scooby-Doo, Shaggy Rogers, Cyber Scooby, Cyber Shaggy, Creeper (voce)
- Scooby-Doo! Jinx at the Sphinx (Joc video) (2001) - Scooby-Doo, Shaggy Rogers, Scrappy-Doo (voce)
- Noapte în camera de zi Doo (TV Special) (2001) - Scooby-Doo, Shaggy Rogers (voce)
- Shaggy & Scooby Toy (Jucărie) (2001) - Scooby-Doo, Shaggy Rogers (voce)
- Boomerang Time (Reclamă Boomerang) (2001) - Scooby-Doo, Shaggy Rogers (voce)
- Scooby-Doo Talking (Jucărie) (2002) - Scooby-Doo (voce)
- Shaggy Too Talking (Jucărie) (2002) - Shaggy Rogers (voce)
- The 1st 13th Annual Fancy Anvil Awards Program Special (TV Special) (2002) - Scooby-Doo (voce)
- HD Qosmio Computer (Reclamă Toshiba) (2002) - Fred Flintstone, Barney Rubble (voce)
- Scooby-Doo! Night of 100 Frights (Joc video) (2002) - Scooby-Doo, Shaggy Rogers (voce)
- Scooby-Doo (Film) (2002) - Scrappy-Doo (voce)
- Harvey Birdman, Attorney at Law (Serial TV) (2002, 2005) (2 episoade) - Shaggy Rogers [2 episoade (2002, 2005)], Scooby-Doo [1 episod (2002)], Scrappy-Doo [1 episod (2002)], Prizonier #1 [1 episod (2002)] (voce)
- Scooby-Doo Cereal Commercial (Reclamă Cereale Scooby-Doo) (2002) - Scooby-Doo (voce)
- Scrappy Rants Bumper (Reclamă Cartoon Network) (2002) - Scrappy-Doo (voce)
- Scooby-Doo! Case File 1: The Glowing Bug Man (Joc pe DVD) (2002) - Scooby-Doo, Shaggy Rogers (voce)
- Talking Bedtime Hug Me Scooby-Doo (Jucărie) (2002) - Scooby-Doo (voce)
- Sprint Commercial (Reclamă Radio Shack) (2003) - Astro Jetson, Elroy Jetson (voce)
- Scooby-Doo Cereal Commercial 2 (Reclamă Cereale Scooby-Doo) (2003) - Scooby-Doo, Shaggy Rogers (voce)
- Airheads Scooby-Doo Commercial (Reclamă Airheads) (2003) - Scooby-Doo, Shaggy Rogers (voce)
- Scooby-Doo! Case File 2: The Scary Stone Dragon (Joc video) (2003) - Scooby-Doo, Shaggy Rogers (voce)
- What's New, Scooby-Doo? promo - Fred's Ascot (Reclamă Cartoon Network) (2003) - Scooby-Doo, Shaggy Rogers (voce)
- Scooby-Doo Kid Cuisine (Reclamă Kid Cuisine) (2003) - Scooby-Doo, Shaggy Rogers (voce)
- Scooby-Doo! Mystery Mayhem (Joc video) (2003) - Scooby-Doo, Shaggy Rogers (voce)
- Chia Pet Commercial (Reclamă Chia Pet) (2003) - Scooby-Doo (voce)
- Scooby-Doo! Talking Wizard (Jucărie) (2003) - Scooby-Doo (voce)
- Scooby-Doo and the Toon Tour of Mysteries (Scurtmetraje pentru DVD) (2004) - Scooby-Doo, Shaggy Rogers (voce)
- Shaggy Rogers! Talking Wizard (Jucărie) (2004) - Shaggy Rogers (voce)
- Scooby-Doo - GoGurt Commercial (Reclamă GoGurt) (2004) - Scooby-Doo, Shaggy Rogers (voce)
- Megas XLR (Serial TV) (2004) (2 episoade) - Argo (2 episoade) (voce)
- Scooby-Doo! Horror on the High Seas (Joc pe calculator în 4 părți) (2004) - Scooby-Doo, Shaggy Rogers (voce)
- Scooby-Doo! Mystery at the Snack Factory (Joc pe DVD) (2004) - Scooby-Doo, Shaggy Rogers (voce)
- Are You Scared, Scooby-Doo? (Jucării) (2004) - Scooby-Doo, Shaggy Rogers (voce)
- Talking Scrappy (Jucărie) (2005) - Scrappy-Doo (voce)
- Macy's Scooby-Doo Plush Toy and CD-ROM Commercial (Reclamă Jucărie și CD-ROM) (2005) - Scooby-Doo, Shaggy Rogers (voce)
- Scooby-Doo! Funland Frenzy (Joc pe DVD) (2005) - Scooby-Doo, Shaggy Rogers (voce)
- Scooby-Doo! Mayan Monster Mayhem (Joc pe calculator în 4 părți) (2005) - Scooby-Doo, Shaggy Rogers (voce)
- Scooby-Doo! Unmasked (Joc video) (2005) - Scooby-Doo, Shaggy Rogers (voce)
- The 100 Greatest TV Quotes & Catchphrases (Serial TV) (2006) (5 episoade) - El însuși (live-action) (5 episoade)
- Scooby-Doo Talking Scooby Snacks Maker (Jucărie) (2006) - Scooby-Doo (voce)
- Scooby-Doo! Ancient Adventure (Joc pe DVD) (2006) - Scooby-Doo, Shaggy Rogers, Narator (voce)
- Scooby-Doo! Haunts for the Holidays (Joc pe calculator în 3 părți) (2006) - Scooby-Doo, Shaggy Rogers (voce)
- Scooby-Doo! Case File 3: Frights! Camera! Mystery! (Joc video) (2006) - Scooby-Doo, Shaggy Rogers (voce)
- Scooby-Doo! Who's Watching Who? (Joc video) (2006) - Scooby-Doo, Shaggy Rogers (voce)
- Scooby-Doo! Ask Swami Shaggy (Joc pe calculator) (2007) - Scooby-Doo, Shaggy Rogers (voce)
- Scooby-Doo! Scrappy Stinks (Joc pe calculator) (2007) - Scrappy-Doo (voce)
- Scooby-Doo! Hide 'n' Seek Toy (Jucărie) (2007) - Scooby-Doo (voce)
- Scooby-Doo! A Night of Fright is no Delight (Joc pe DVD) (2007) - Scooby-Doo, Shaggy Rogers (voce)
- Scooby-Doo! The Attack of the Vampire Pumpkin Heads (Joc pe calculator) (2007) - Scooby-Doo, Shaggy Rogers, Scrappy-Doo, Vampirul Cap de Dovleac, Făptaș (voce)
- Scooby-Doo DVD Board Game (Joc pe DVD și tablă) (2007) - Scooby-Doo, Shaggy Rogers (voce)
- Scooby-Doo Talking Scooby Snacks Gummy Maker Set (Jucărie) (2007) - Scooby-Doo, Shaggy Rogers (voce)
- Scooby-Doo! Lost Island Adventure (Joc pe DVD) (2007) - Scooby-Doo, Shaggy Rogers (voce)
- Scooby-Doo Mystery Set (Jucării) (2008) - Scooby-Doo, Shaggy Rogers, Scrappy-Doo (voce)
- Scooby Gang in the DirecTV Mystery (Reclamă DirecTV) (2008) - Scooby-Doo, Shaggy Rogers, Omul de la cablu (voce)
- Scooby and Shaggy Graveyard Talking Animated Phone (Jucărie telefon) (2008) - Scooby-Doo, Shaggy Rogers (voce)
- Huntin' Buddies (Film) (2008) - Vânzător de tricouri (live-action)
- Scooby-Doo! Construction Crash Course (Joc pe calculator) (2008) - Scooby-Doo, Shaggy Rogers (voce)
- Hollywood Hal & Rhinestone Al (Film) (2008) - Hollywood Hal (voce)
- Scooby-Doo! Funland of Freaky Frights (Joc pe DVD) (2008) - Scooby-Doo, Shaggy Rogers (voce)
- Scooby-Doo! Locker Room (Reclamă Cartoon Network) (2009) - Scrappy-Doo, Astro Jetson (voce)
- Funny Shaggy (Jucărie) (2009) - Shaggy Rogers (voce)
- Scooby-Doo and the Missing Mummy - McDonald's Commercial (Reclamă McDonald's) (2009) - Scooby-Doo, Shaggy Rogers (voce)
- Scooby-Doo! First Frights (Joc video) (2009) - Shaggy Rogers, Seth Angler, Lady Azarni, Tim Toiler, Gardianul Farader (voce)
- LA-308 Assassin Redemption (Film) (2009) - Scott Bannister (live-action)
- Scooby-Doo and the Abominable Snowman - McDonald's Commercial (Reclamă McDonald's) (2010) - Scooby-Doo, Shaggy Rogers, Abominabilul om al zăpezii (voce)
- Scott Innes, Troy & Jacob Landry-"Choot 'Em" (Reclamă WYNK-FM) (2011) - El însuși (live-action)
- Cajun Pawn Stars (Serial TV) (2012) (1 episod) - El însuși (live-action) (1 episod)
- Cartoon Network 20th Anniversary (Reclamă Cartoon Network) (2012) - Scrappy-Doo (voce)
- The Morning Shift 2 (Documentar) (2013) - Cameraman (live-action)
- Scooby-Doo and the Haunted Mansion - McDonald's Commercial (Reclamă McDonald's) (2014) - Scooby-Doo, Shaggy Rogers, Fred Jones (voce)
- Cajun County Jam Commercial with Jason Ard and Scott Innes (Reclamă Cajun County Jam) (2015) - El însuși (live-action)
- Scott Innes Is Back on 103.3 (Reclamă WRNK) (2016) - El însuși (live-action)
- Scooby and Shaggy at Halifax Bank (Reclamă Halifax) (2017) - Scooby-Doo, Shaggy Rogers, Mumie (voce)
- 4: GO (film) (2017) - Gardian #2 (live-action)
- If Santa Drove The General Lee (reclamă) (2018) - Cântăreț (voce)
- Scooby-Doo: Museum of Mysteries! Dark Ride - Trackless Ride - Warner Bros World Theme Park (atracție din parc de distracții) (2018) - Shaggy Rogers (voce)
- Walmart Big Game Commercial - Grocery Pickup - Famous Cars (Extended Cut) (reclamă) (2019) - Scooby-Doo (voce)
- Scooby-Doo! Playmobil Mini Mysteries (serial de scurtmetraje) (2020) (2 episoade) - Scooby-Doo, Shaggy Rogers, Fred Jones (voce)
- Tres Leches (film) (2020) - Alvin (live-action)
- Christmas Coffee (film) (2020) - Scooter Walker (live-action)
- Lost Treasure of Jesse James (film) (2020) - Red Cloak Commander (voce)
- Go Fishing (film) (2020) - Scotty Thibodeaux (live-action)
- Daisy and Smiling Jack (film) (2021) - Joe (live-action)